# Maciej Freimut
Maciej Freimut, né le 24 février 1967 à Wąbrzeźno, est un kayakiste polonais pratiquant la course en ligne.

## Palmarès

### Jeux olympiques
- Médaille d'argent aux Jeux olympiques de 1992 à Barcelone en K-2 500m avec Wojciech Kurpiewski[1].